# Benthamia rostrata
Benthamia rostrata är en orkidéart som beskrevs av Rudolf Schlechter. Benthamia rostrata ingår i släktet Benthamia och familjen orkidéer. Inga underarter finns listade i Catalogue of Life.